# GoGo Penguin
GoGo Penguin è un gruppo musicale inglese nato nel 2012 con Chris Illingworth, Nick Blacka e Rob Turner.

## Storia del gruppo
I GoGo Penguin si sono formati a Manchester nel 2012 con Chris Illingworth al pianoforte, Nick Blacka al basso e Rob Turner alle percussioni.

Con questa formazione hanno pubblicato 2 album con la casa discografica Gondwana Records: Fanfares nel 2012, e v2.0 nel 2014, nominato per il Premio Mercury. Successivamente sono stati pubblicati altri due album con l'etichetta Blue Note Records: Man Made Object nel 2016 e A Humdrum Star nel 2018.

## Stile musicale
Lo stile musicale dei GoGo Penguin è una combinazione di musica elettronica, trip hop, jazz, rock e musica classica.

## Formazione attuale
- Chris Illingworth: pianoforte
- Nick Blacka: basso
- Jon Scott: percussioni

## Discografia
Album in studio 
- 2012: Fanfares
- 2014: v2.0
- 2016: Man Made Object
- 2018: A Humdrum Star
- 2019: Ocean in a Drop
- 2020: GoGo Penguin
- 2021: GGP/RMX
- 2022: Between Two Waves (EP)
- 2023: Everything Is Going to Be OK
- 2025: Necessary Fictions